# جیران‌باتان
جیران‌باتان (به ترکی آذربایجانی: Ceyranbatan) یک منطقهٔ مسکونی در جمهوری آذربایجان است که در شهرستان آب‌شوران واقع شده‌است. جیران‌باتان ۵٬۹۶۹ نفر جمعیت دارد.